# Anders Eriksson (żużlowiec)
Anders Eriksson (ur. 6 kwietnia 1960 w Nässjö) – szwedzki żużlowiec.
Dwukrotny finalista indywidualnych mistrzostw świata juniorów (Leningrad 1979 – VI miejsce, Slaný 1981 – XIII miejsce).
Reprezentant Szwecji w eliminacjach drużynowych mistrzostw świata (1982, 1983) oraz indywidualnych mistrzostw świata (1980, 1981, 1982, 1983).
Srebrny medalista młodzieżowych indywidualnych mistrzostw Szwecji (1981). Dwukrotny medalista mistrzostw Szwecji par: srebrny (1981) oraz brązowy (1982). Finalista indywidualnych mistrzostw Szwecji (Vetlanda 1981 – VII miejsce).
Poza ligą szwedzką, startował również w lidze brytyjskiej, w barwach klubów z Wimbledonu (1981–1982) oraz Eastbourne (1983).